# Skarlát tisztogató garnéla
A skarlát tisztogató garnéla (Lysmata debelius) a felsőbbrendű rákok (Malacostraca) osztályának tízlábú rákok (Decapoda) rendjébe, ezen belül a Lysmatidae családjába tartozó faj.

## Előfordulása
A skarlát tisztogató garnéla előfordulási területe a Csendes-óceánban található Francia Polinéziához tartozó szigetek környékére korlátozódik. Korábban nagyobb elterjedési területet tulajdonítottak neki, azonban a más részeken élő garnélák más fajoknak bizonyultak.

## Megjelenése
Ez a rákfaj elérheti a 4-5 centiméteres hosszúságot is. Az alapszíne vörös; a torján több fehér pont látható. A farka teljesen vörös színű. Három pár hosszú csápja van; a csápok töve is vörös, de tovább fehérekké válnak. A hátsó három pár lába felső felén vörös és alsó felén fehér.

## Életmódja
A tengerpart menti korallszirtek lakója. Planktonnal és a nagy halakon élő élősködőkkel táplálkozik.

## Képek

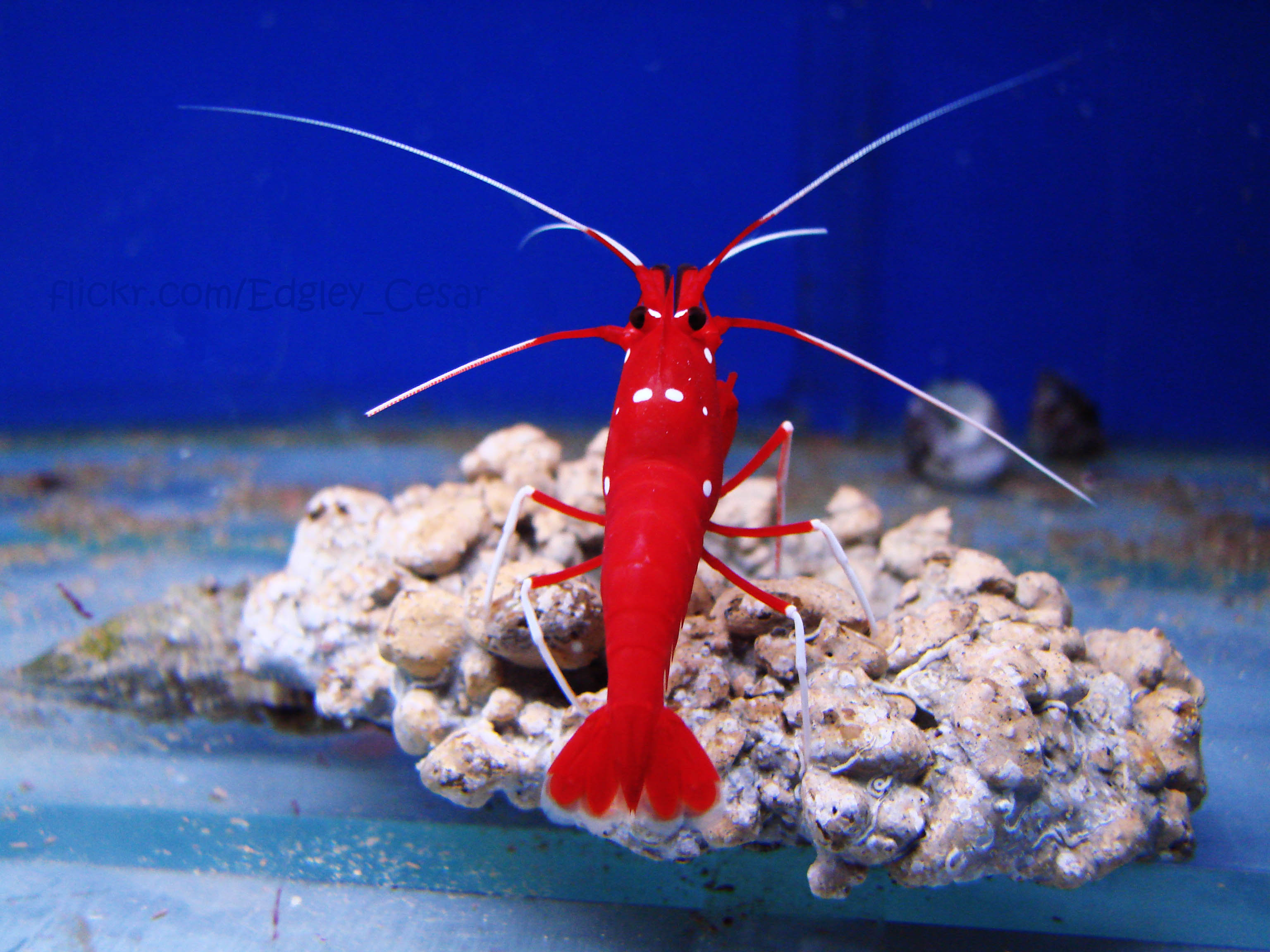
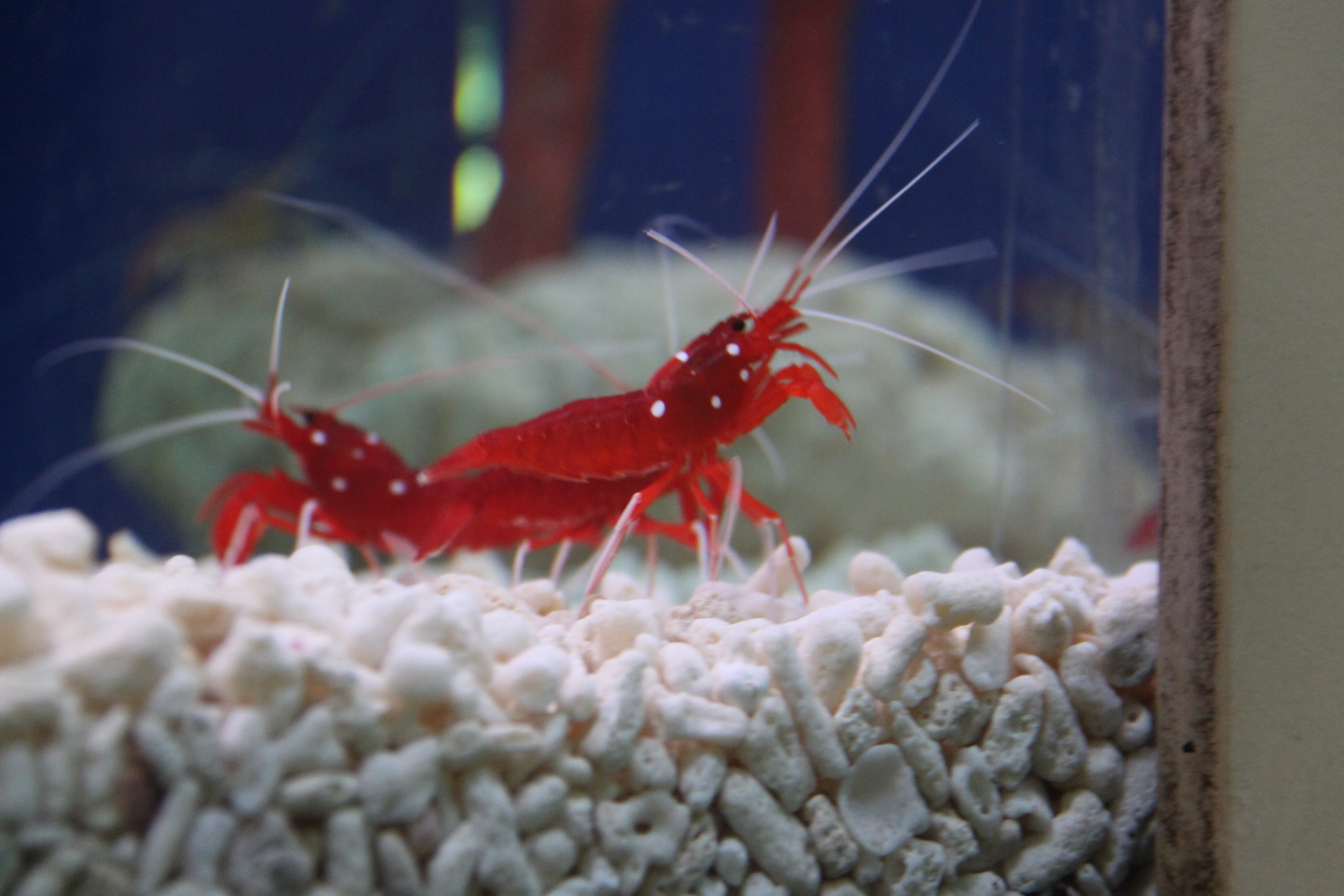
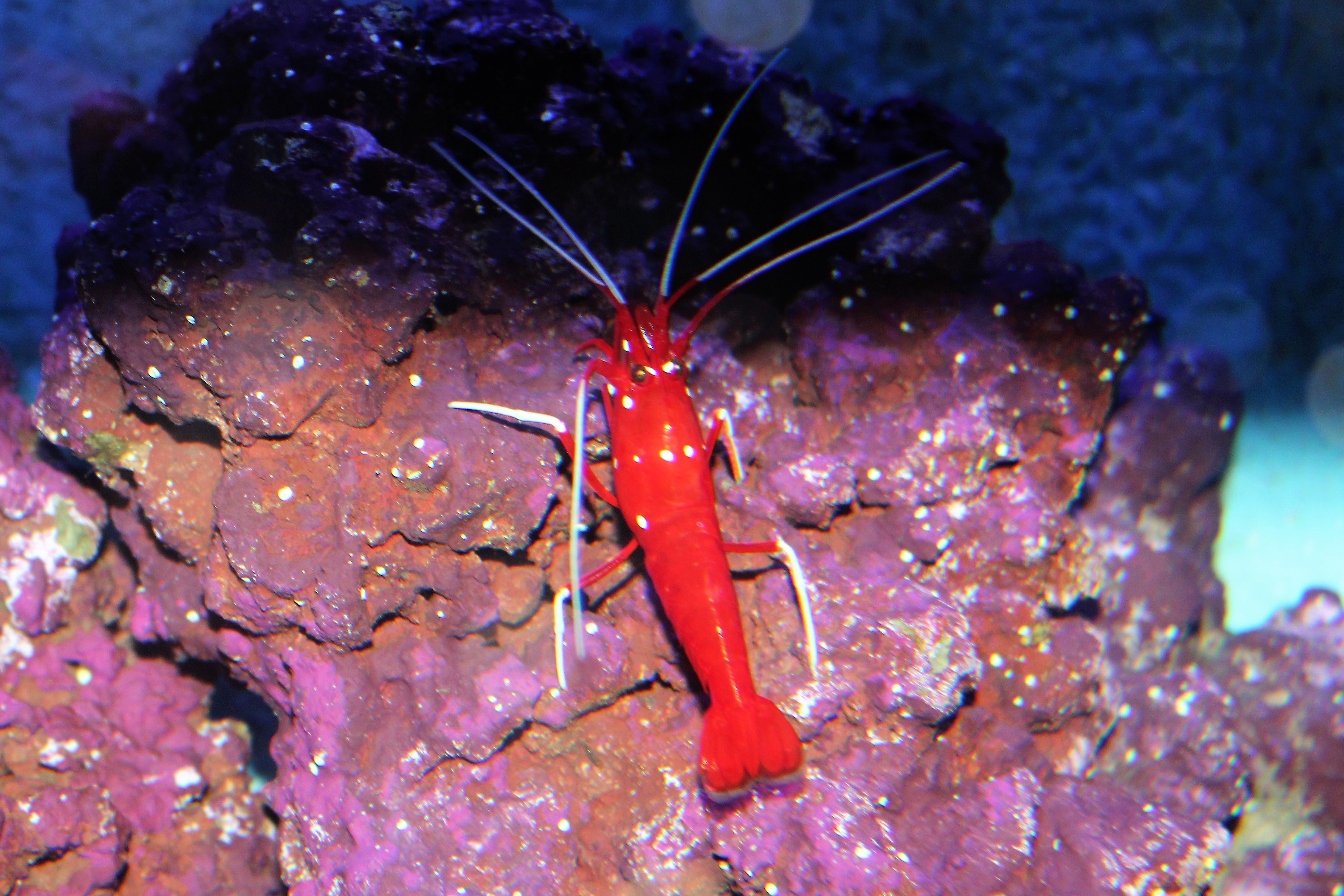
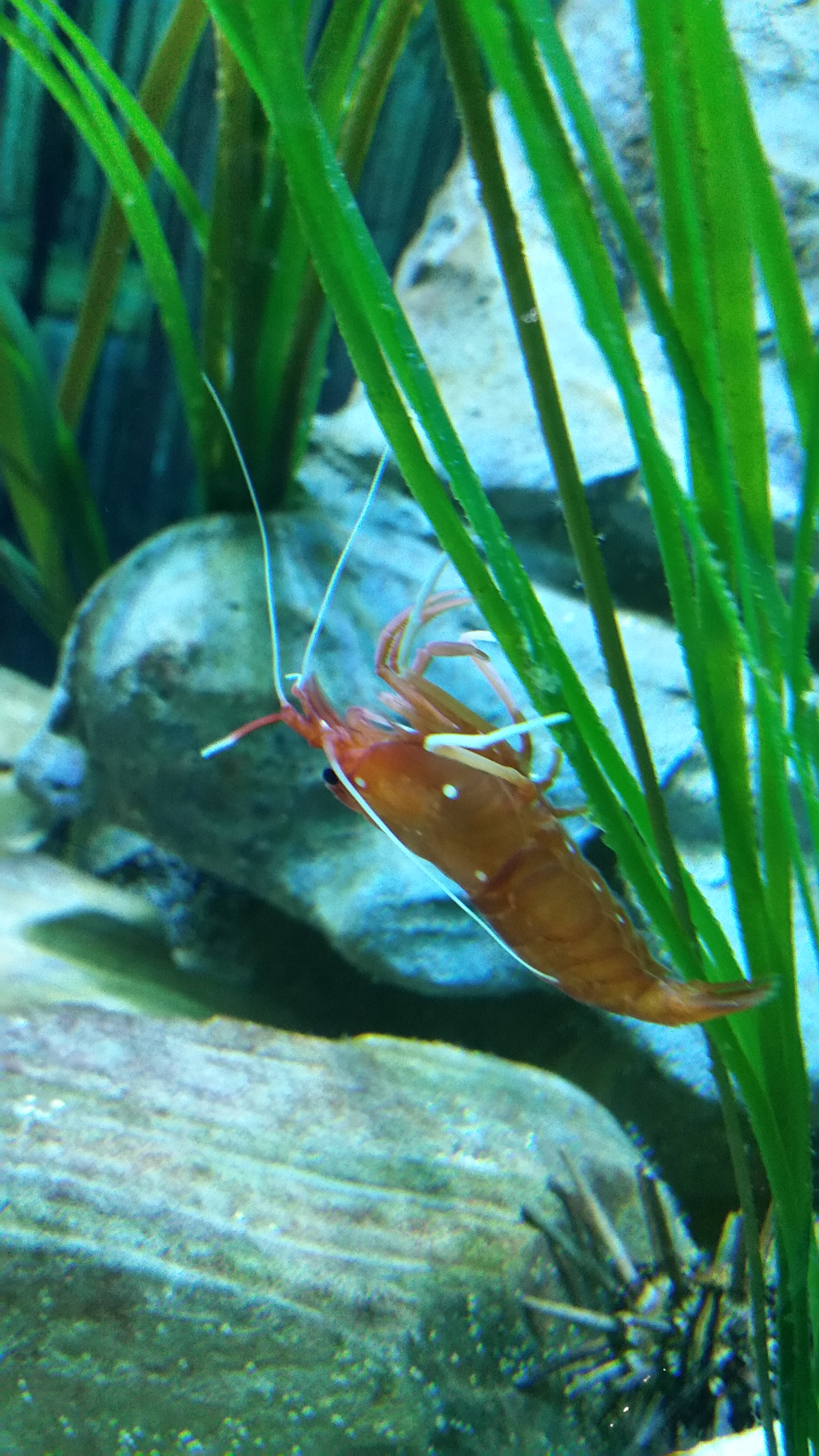
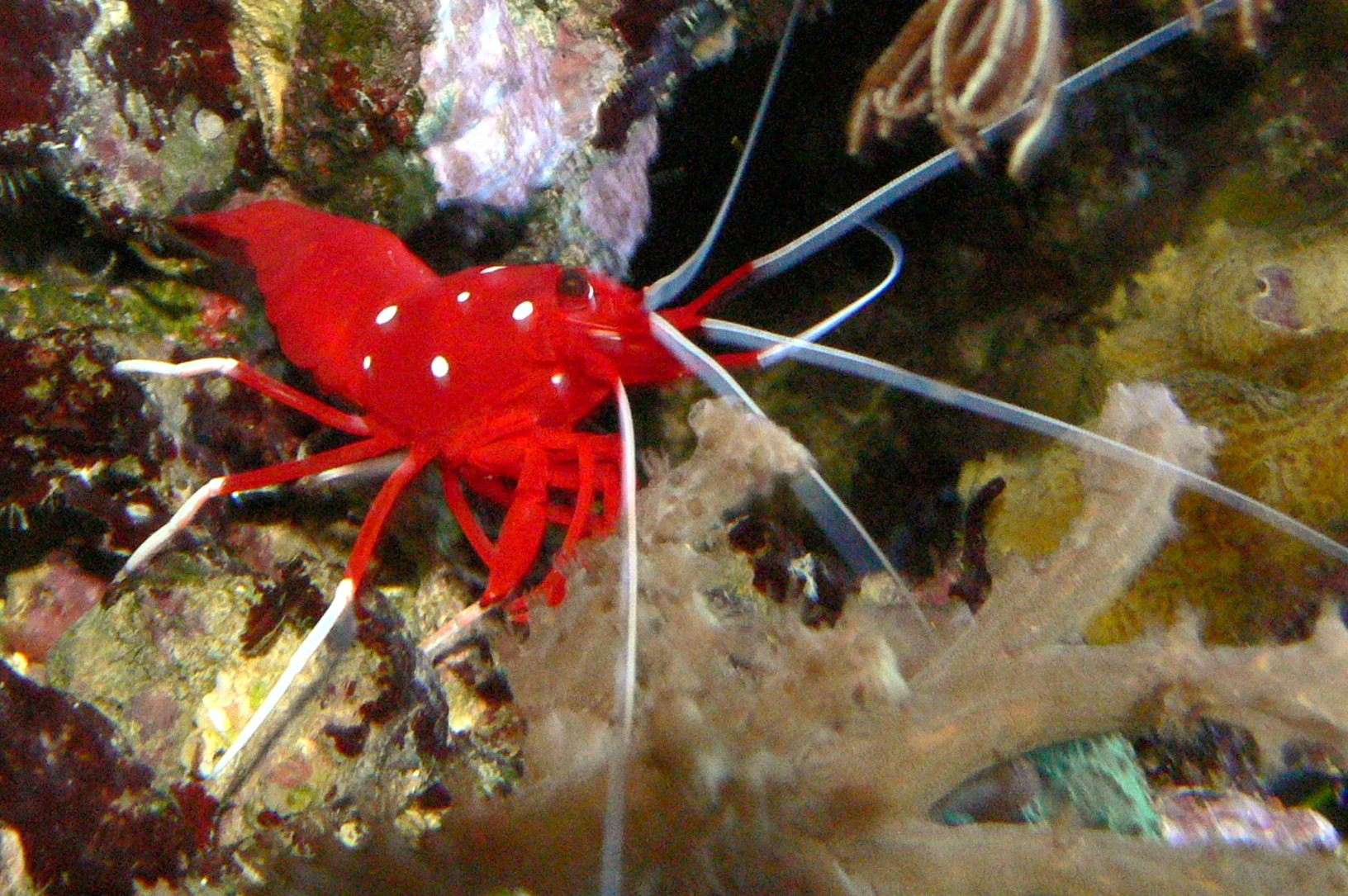